# Emirato di Ra's al-Khayma

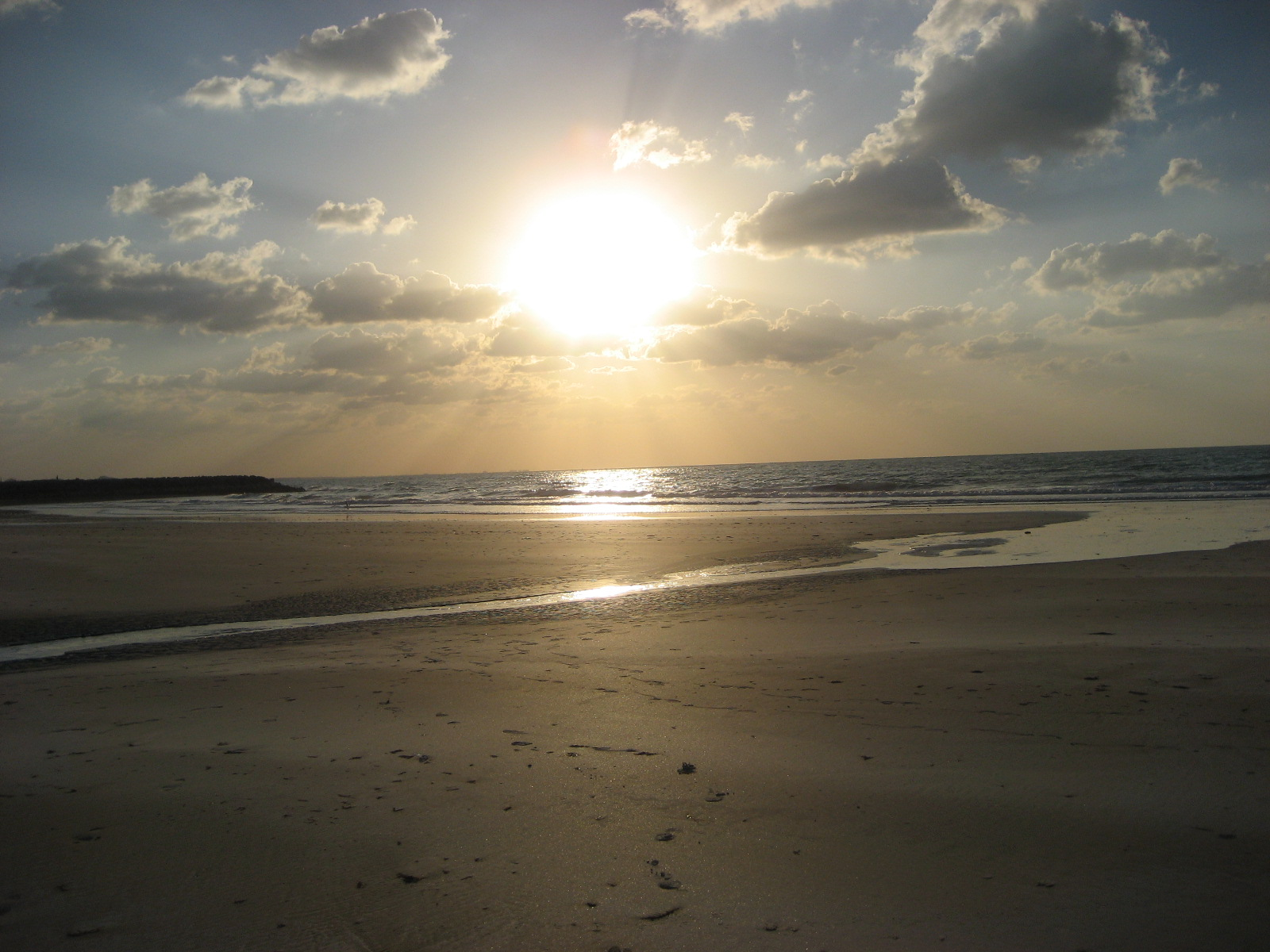
Spiaggia a Raʾs al-Khayma.

L'Emirato di Raʾs al-Khayma (in arabo رأس الخيمة‎?, Raʾs al-Khayma) è uno dei sette emirati che compongono gli Emirati Arabi Uniti. Si affaccia sul Golfo Persico ed è vicino all'emirato di Umm al-Qaywayn.

## Geografia
L'emirato è composto da due regioni, una a nord e una a sud, fisicamente separate fra loro.
- La Regione Settentrionale comprende la capitale Ras Al Khaimah e i territori della fascia costiera sul Golfo Persico da Shaam a nord fino ad Al Jazeera Al Hamra a sud, e i territori all'interno della suddetta fascia. Il territorio è sostanzialmente pianeggiante e si sviluppa fra il Golfo persico e le pendici occidentali dei Monti Hajar. Confina a nord e nord-est con il Governatorato di Musandam dell'Oman, a est con l'Emirato di Fujaira, a sud con Emirato di Fujaira che la separa dalla regione meridionale, e per una piccola parte con il territorio di Al Dhaid dell'Emirato di Sharja, e ad ovest con l'Emirato di Umm al-Qaywayn.
- La Regione Meridionale è prevalentemente montuosa e si sviluppa lungo i Monti Hajar, da Masafi a nord fino a Huwaylat a sud. Confina a nord con l'Emirato di Fujaira, ad est con Emirato di Fujaira e l'exclave di Kalba nonché con la provincia di Batinah North dell'Oman, a sud e ad est confina con il govenatorato di Buraymi (Oman), a est con l'emirato di Sharjah e a nord est con l'Emirato di Umm al-Quwain.

## Elenco degli emiri
| Regno                            | Nome                           | Note                                                                                  |
| -------------------------------- | ------------------------------ | ------------------------------------------------------------------------------------- |
| 1708 - 1731                      | Rahma al-Qasimi                |                                                                                       |
| 1731 - 1747                      | Rahma bin Matar al-Qasimi      |                                                                                       |
| 1747 - 1777                      | Rashid bin Matar al-Qasimi     |                                                                                       |
| 1777 - 1803                      | Saqr I bin Rashid al-Qasimi    |                                                                                       |
| 1803 - 1808                      | Sultan I bin Saqr al-Qasimi    | Prima volta                                                                           |
| 1808 - 1814                      | al-Husayn bin Ali al-Qasimi    | Ad interim                                                                            |
| 1814 - 1820                      | al-Hasan bin Rahma al-Qasimi   | Ad interim                                                                            |
| 1820 - 1866                      | Sultan I bin Saqr al-Qasimi    | Seconda volta                                                                         |
| 1866 - Maggio 1867               | Ibrahim bin Sultan al-Qasimi   |                                                                                       |
| Maggio 1867 - 14 aprile 1868     | Khalid I bin Sultan al-Qasimi  |                                                                                       |
| 14 aprile 1868 - 1869            | Salim bin Sultan al-Qasimi     | Emiro di Sharja dal 1868 al 1883 ed emiro di Ras al-Khaima dal 1868 al 1869.          |
| 1869 - Agosto 1900               | Humaid bin Abd Allah al-Qasimi | Non riconosciuto dal governo britannico                                               |
| Agosto 1900 - agosto 1914        | Saqr II bin Khalid al-Qasimi   |                                                                                       |
| Agosto 1914 - 1921               | Khalid II bin Ahmad al-Qasimi  | Emiro di Sharja dal 1914 al 1924 e di Ras al-Khaima dal 1914 al 1921.                 |
| 10 luglio 1921 - 17 luglio 1948  | Sultan bin Salim al-Qasimi     | Ras Al Kaimah riconosciuto dal governo britannico come emirato indipendente da Sharja |
| 17 luglio 1948 - 27 ottobre 2010 | Saqr bin Muhammad al-Qasimi    |                                                                                       |
| dal 27 ottobre 2010              | Sa'ud bin Saqr al-Qasimi       |                                                                                       |

## Sport
L'8 agosto 2009 Alinghi, il defender della Coppa America, scelse questo emirato come prossima sede dell'America's Cup. Successivamente Alinghi fu costretta a rinunciare ad organizzare la manifestazione in questo emirato dopo la sentenza della Corte Suprema di New York del 27 ottobre 2009.